# Sugie
Sugie is een bestuurslaag in het regentschap Karimun van de provincie Riau-archipel, Indonesië. Sugie telt 1.791 inwoners (volkstelling 2010).